# Verkiezingen voor het Europees Parlement 2004/Kandidatenlijst/D66
Hieronder volgt de kandidatenlijst voor de Europese Parlementsverkiezingen 2004 van Democraten 66 (D66)

## De lijst
1. Sophie in 't Veld
2. Johanna Boogerd-Quaak
3. Margriet de Jong
4. Bob van den Bos
5. Suzanne Dekker
6. Simone Filippini
7. Unico van Kooten
8. Robert van Lente
9. Jasper Diekema
10. Bas van Drooge
11. Bram Houtenbos
12. Pierre Wimmers
13. Jörgen van Nistelrooij
14. Nanne Roosenschoon